# Carpoapseudes menziesi
Carpoapseudes menziesi är en kräftdjursart som beskrevs av Modest Gutu 1975. Carpoapseudes menziesi ingår i släktet Carpoapseudes och familjen Apseudidae. Inga underarter finns listade i Catalogue of Life.